# 方成郊
方成郊（？—？），字穉莒，浙江嚴州府遂安縣人，明末清初儒林人士。

## 生平
禮部尚書東閣大學士方逢年第三子。性情正直，不肯同流合污，見義勇為，多協助地方事務。方成郊博覽群書，精於漢字小學。地方官吏聞到他的名聲，想要拜訪他，他大多不見客。